# Ramsborn
Der Ramsborn ist ein westlicher Stadtteil der Wartburgstadt Eisenach im Wartburgkreis in Thüringen.

## Lage
Der Stadtteil Ramsborn befindet sich am westlichen Rand der Kernstadt von Eisenach, unmittelbar nordwestlich an das Wohngebiet Karlskuppe angrenzend. Der Ramsborn lag lange Zeit zwischen der Bundesstraße 7 – Kasseler Straße und der Bundesautobahn 4, welche in diesem Abschnitt mit der Neutrassierung im Raum Eisenach nunmehr ein Teilstück der Bundesstraße 19 ist. Die geographische Höhe des Ortes beträgt 280 m ü. NN.

## Ortsname
Der Name Ramsborn verweist auf die hier seit Jahrhunderten belegte Quelle Ramsborn die wiederum vom 1397 erstmals belegten Ramsberg namentlich hergeleitet ist.

## Geschichte
Der ausgedehnte Flurbezirk westlich der mittelalterlichen Stadt Eisenach gehörte zum Dorf Stedtfeld, das in die Ortsteile Oberstedtfeld (an der Michelskuppe) und Niederstedtfeld geteilt war. Etwa einen Kilometer nordwestlich von Oberstedtfeld wurde bereits vor 1200 in einem kleinen Seitental die Siedlung Rammsleybin gegründet.
Dicht am Ort Ramsborn zog die über den Mosewald führende Creuzburger Straße als Abschnitt der Altstraße Lange Hessen in das Werratal. Die Siedler in Ramsborn hatten für die hier vorbeiziehenden Handelswagen Vorspannhilfe zu gewähren.
Nach dem Dreißigjährigen Krieg war das Dorf verlassen und wurde als Kammergut neu eingerichtet. Der Ort gehörte nun zum Amt Wartburg. Die Eingemeindung in die Stadt Eisenach erfolgte 1922. Zu diesem Zeitpunkt bestand nur das Gut mit seinen Wirtschafts- und Wohngebäuden.
Erst um 1960 begannen sich an einem Feldweg oberhalb des Gutes erste Neubauern und Arbeiter aus der Stadt Eisenach anzusiedeln, die Ausweitung der Siedlung verstärkte sich noch einmal in den 1990er Jahren. Inzwischen gibt es am Ramsborn etwa 15 Wohnhäuser. Die Versorgung erfolgt über die nahe gelegene Wohnsiedlung Karlskuppe.

## Sonstiges
Südlich der Ortslage, am Osthang des Ramsberges befindet sich das Marktbörner Feld. Von dort wurde seit dem Spätmittelalter Wasser in hölzernen Rinnen in die Stadt Eisenach abgeleitet und auch der Eisenacher Marktbrunnen gespeist. Die sehr ergiebige Quelle wird heute vom Wasserwerk  an der Karlskuppe genutzt.